# Graphic Adventure Creator
Graphic Adventure Creator, o simplemente GAC,  es un sistema de creación de juegos / lenguaje de programación para juegos de aventura conversacional publicado por Incentive Software, originalmente escrito en Amstrad CPC por Sean Ellis, y luego trasladado a otras plataformas por, entre otros, Brendan Kelly (Sinclair ZX Spectrum), Dave Kirby (BBC Micro, Acorn Electron) y Malcolm Hellon (C64). GAC fue posteriormente portado a Atari ST como ST Adventure Creator (STAC) por el propio autor original.
GAC tenía un editor de gráficos incorporado y con un compresor de texto integrado. Se escribieron más de 117 títulos utilizando GAC. GAC fue premiado una medalla de Oro de la revista Zzap!64.

## Títulos
A través del empleo del GAC se crearon, solo para ZX Spectrum, más de 117 videojuegos. En España esta herramienta fue empleada para el desarrollo de varios títulos comerciales:
- Ramblas: El caso Vega (1986, CPC)
- Don Quijote (1987, versiones CPC, ZX Spectrum y Commodore 64)[6]
- Megacorp (1988, versiones CPC, ZX Spectrum  y Commodore 64)
- Carvalho: Los pájaros de Bangkok (1988, versiones CPC, ZX Spectrum  y Commodore 64)
- La guerra de las vajillas (1988, versiones CPC, ZX Spectrum  y Commodore 64)
- La corona (1988, versiones CPC, ZX Spectrum  y Commodore 64)
- Ke rulen los petas (1989, versiones CPC, ZX Spectrum  y Commodore 64)[7]
- Legend (1989, versiones CPC, ZX Spectrum  y Commodore 64)
- Zipi y Zape (1989, versiones CPC, ZX Spectrum  y Commodore 64)
- Mantis 1 (1990, versiones CPC y ZX Spectrum)
- Mantis 2 (1990, versiones CPC y ZX Spectrum)